# 阿尔弗雷多·戈利尼
阿尔弗雷多·戈利尼（義大利語：Alfredo Gollini，1881年12月24日—1957年4月22日），生于摩德納，意大利前男子竞技体操运动员。他曾获得1912年夏季奥运会体操比赛男子团体全能金牌。